# Campionati del mondo di mountain bike 2012
I Campionati del mondo di mountain bike e trial 2012 (en.: 2012 UCI Mountain Bike & Trials World Championships), ventitreesima edizione della competizione, si disputarono a Leogang e a Saalfelden, in Austria, tra il 31 agosto e il 9 settembre.

## Eventi
Si è gareggiato in quattro discipline della mountain bike, cross-country, cross-country eliminator, downhill e four cross, e nel trial (20 e 26 pollici). Per la prima volta sono stati assegnati i titoli anche nel cross-country eliminator e nel trial a squadre. Le gare di downhill e four cross si sono svolte a Leogang, quelle di cross-country e trial a Saalfelden.

### Cross-country
Giovedì 6 settembre
- 17:00 Staffetta a squadre

Venerdì 7 settembre
- 11:00 Donne Under 23
- 14:00 Uomini Under-23
- 17:00 Donne Junior

Sabato 8 settembre
- 9:00 Uomini Junior
- 11:00 Donne Elite
- 14:00 Uomini Elite

Domenica 9 settembre
- 13:30 Eliminator Uomini
- 13:30 Eliminator Donne

### Downhill
Domenica 2 settembre
- 10:30 Donne Junior
- 10:30 Uomini Junior
- 13:00 Donne Elite
- 14:00 Uomini Elite

### Four-cross
Sabato 1º settembre
- 17:30 Donne
- 17:30 Uomini

### Trial
Mercoledì 5 settembre
- 10:00-14:00 Donne

Giovedì 6 settembre
- 19:00-20:45 Uomini Junior 20"
- 21:00-22:45 Uomini Elite 20"

Venerdì 7 settembre
- 19:00-20:45 Uomini Junior 26"
- 21:00-22:45 Uomini Elite 26"

## Medagliere
| Pos.   | Nazione       | Oro | Argento | Bronzo | Totale |
| ------ | ------------- | --- | ------- | ------ | ------ |
| 1      | Svizzera      | 6   | 2       | 2      | 10     |
| 2      | Francia       | 4   | 6       | 3      | 12     |
| 3      | Spagna        | 3   | 1       | 1      | 5      |
| 4      | Germania      | 1   | 2       | 3      | 6      |
| 5      | Rep. Ceca     | 1   | 2       | 1      | 4      |
| 6      | Paesi Bassi   | 1   | 1       | 0      | 2      |
| 7      | Canada        | 1   | 0       | 1      | 2      |
| 7      | Italia        | 1   | 0       | 1      | 2      |
| 9      | Nuova Zelanda | 1   | 0       | 0      | 1      |
| 9      | Sudafrica     | 1   | 0       | 0      | 1      |
| 9      | Svezia        | 1   | 0       | 0      | 1      |
| 11     | Gran Bretagna | 0   | 3       | 1      | 4      |
| 12     | Stati Uniti   | 0   | 1       | 1      | 2      |
| 13     | Norvegia      | 0   | 1       | 0      | 1      |
| 13     | Slovenia      | 0   | 1       | 0      | 1      |
| 13     | Ucraina       | 0   | 1       | 0      | 1      |
| 16     | Australia     | 0   | 0       | 2      | 2      |
| 16     | Polonia       | 0   | 0       | 2      | 1      |
| 18     | Austria       | 0   | 0       | 1      | 1      |
| 18     | Belgio        | 0   | 0       | 1      | 1      |
| 18     | Slovacchia    | 0   | 0       | 1      | 1      |
| Totale | Totale        | 21  | 21      | 21     | 63     |

## Sommario degli eventi
| Eventi                       | Oro                                      | Tempo                     | Argento                                    | Tempo   | Bronzo                                      | Tempo    |
| Cross-country                |                                          |                           |                                            |         |                                             |          |
| Uomini Elite dettagli        | Nino Schurter Svizzera                   | 1h40'55" Media 22,77 km/h | Lukas Flückiger Svizzera                   | a 29"   | Mathias Flückiger Svizzera                  | a 51"    |
| Uomini Under-23 dettagli     | Ondřej Cink Rep. Ceca                    | 1h19'40" Media 22,07 km/h | Michiel van der Heijden Paesi Bassi        | a 14"   | Daniele Braidot Italia                      | a 48"    |
| Uomini Junior dettagli       | Anton Cooper Nuova Zelanda               | 1h06'53" Media 22,25 km/h | Victor Koretzky Francia                    | a 2'17" | Titouan Carod Francia                       | a 2'34"  |
| Donne Elite dettagli         | Julie Bresset Francia                    | 1h32'25" Media 19,02 km/h | Gunn-Rita Dahle Flesjå Norvegia            | a 1'47" | Georgia Gould Stati Uniti                   | a 3'12"  |
| Donne Under-23 dettagli      | Jolanda Neff Svizzera                    | 1h23'57" Media 17,72 km/h | Jana Belomojina Ucraina                    | a 18"   | Paula Gorycka Polonia                       | a 27"    |
| Donne Junior dettagli        | Andrea Waldis Svizzera                   | 1h07'25" Media 18,05 km/h | Sofia Wiedenroth Germania                  | a 30"   | Lena Putz Germania                          | a 1'19"  |
| Staffetta a squadre dettagli | Italia Fontana, Schmid, Lechner, Braidot | 51'54" Media 21,27 km/h   | Francia Sarrou, Koretzky, Bresset, Marotte | a 1"    | Germania Schulte-Lünzum, Frey, Spitz, Fumic | a 1'23"  |
| Cross-country eliminator     |                                          |                           |                                            |         |                                             |          |
| Uomini dettagli              | Ralph Näf Svizzera                       |                           | Miha Halzer Slovenia                       |         | Daniel Federspiel Austria                   |          |
| Donne dettagli               | Alexandra Engen Svezia                   |                           | Jolanda Neff Svizzera                      |         | Aleksandra Dawidowicz Polonia               |          |
| Downhill                     |                                          |                           |                                            |         |                                             |          |
| Uomini Elite dettagli        | Greg Minnaar Sudafrica                   | 3'21"790                  | Gee Atherton Gran Bretagna                 | a 0"581 | Steve Smith Canada                          | a 1"214  |
| Uomini Junior dettagli       | Loïc Bruni Francia                       | 3'29"139                  | Richard Rude Jr. Stati Uniti               | a 3"121 | Connor Fearon Australia                     | a 4"944  |
| Donne Elite dettagli         | Morgane Charre Francia                   | 3'50"654                  | Emmeline Ragot Francia                     | a 1"199 | Manon Carpenter Gran Bretagna               | a 1"490  |
| Donne Junior dettagli        | Holly Feniak Canada                      | 4'01"622                  | Tahnee Seagrave Gran Bretagna              | a 8"095 | Danielle Beecroft Australia                 | a 17"945 |
| Four cross                   |                                          |                           |                                            |         |                                             |          |
| Uomini dettagli              | Roger Rinderknecht Svizzera              |                           | Michael Měchura Rep. Ceca                  |         | Tomáš Slavík Rep. Ceca                      |          |
| Donne dettagli               | Anneke Beerten Paesi Bassi               |                           | Romana Labounková Rep. Ceca                |         | Céline Gros Francia                         |          |

| Eventi                     | Oro                                   | Penalità | Argento                                              | Penalità  | Bronzo                                           | Penalità |
| Trial                      |                                       |          |                                                      |           |                                                  |          |
| Uomini Elite 26" dettagli  | Gilles Coustellier Francia            | 19 p.ti  | Aurélien Fontenoy Francia                            | 35 p.ti   | Kenny Belaey Belgio                              | 39 p.ti  |
| Uomini Elite 20" dettagli  | Benito Ros Spagna                     | 33 p.ti  | Abel Mustieles Spagna                                | 36,5 p.ti | Vincent Hermance Francia                         | 41 p.ti  |
| Uomini Junior 26" dettagli | David Bonzon Svizzera                 | 16 p.ti  | Jack Carthy Gran Bretagna                            | 17 p.ti   | Eloi Paré Spagna                                 | 30 p.ti  |
| Uomini Junior 20" dettagli | Raphael Pils Germania                 | 15 p.ti  | Maxime Muffat Francia                                | 28 p.ti   | Lucien Leiser Svizzera                           | 31 p.ti  |
| Donne dettagli             | Gemma Abant Spagna                    | 20 p.ti  | Andrea Wesp Germania                                 | 25 p.ti   | Tatiana Janíčková Slovacchia                     | 28 p.ti  |
| Gara a squadre dettagli    | Spagna Seuba, Ros, Abant, Paré, Tibau | 486 p.ti | Francia Muffat, Hermance, Porchet, Meot, Coustellier | 436 p.ti  | Germania Pils, Mrohs, Wesp, Sandritter, Herrmann | 409 p.ti |